# Médan (Yvelines)
Pour l’article homonyme, voir  Medan.
Pour les articles homonymes, voir Médan.
Médan est une commune française située dans le département des Yvelines en région Île-de-France.
Ses habitants sont appelés les Médanais.

## Géographie

### Description

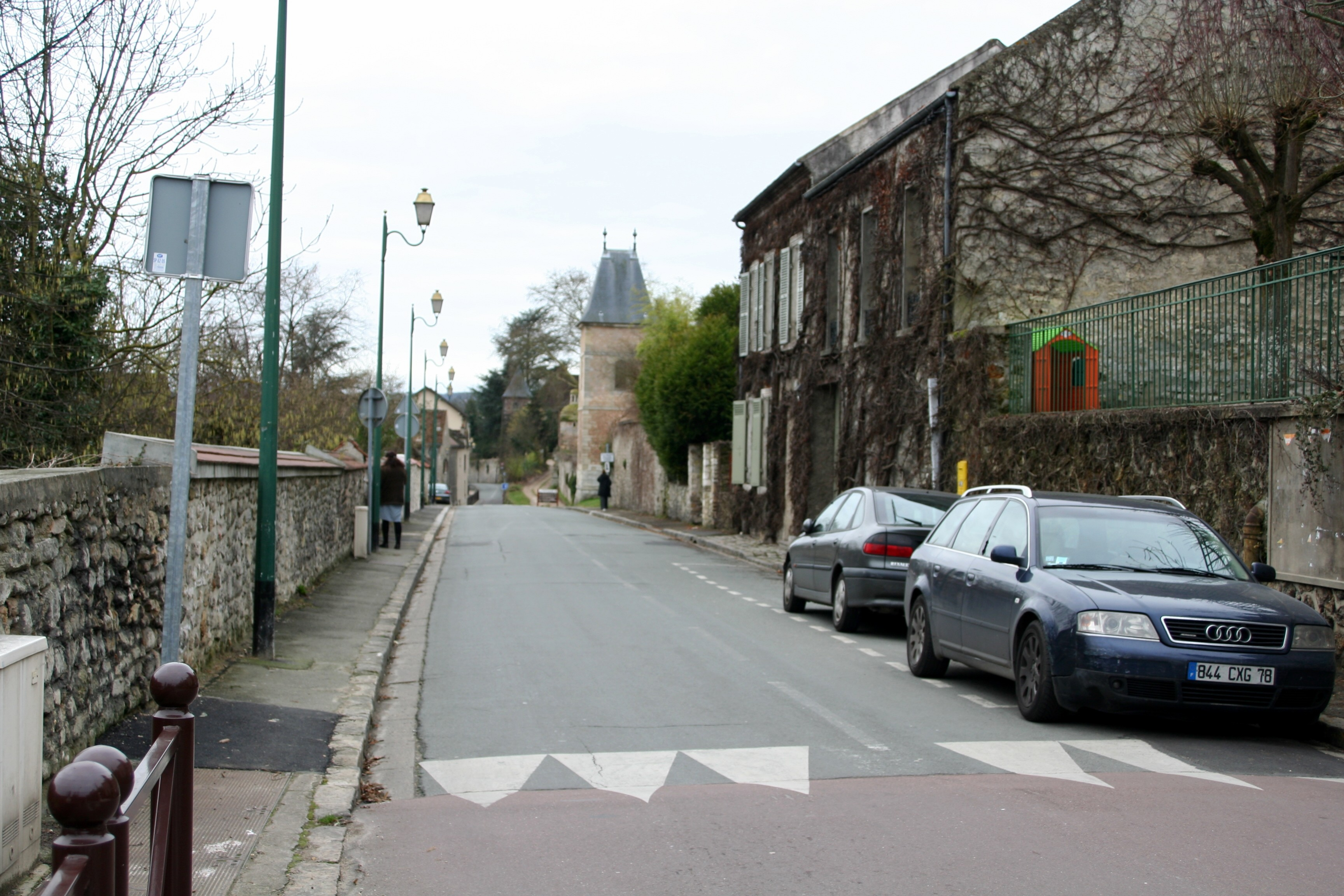
Ambiance de la commune : la rue Pierre-Curie.

Petite ville résidentielle en bord de Seine, elle fut au XIXe siècle la résidence de l'écrivain Émile Zola.
La commune se trouve dans la vallée de la Seine, dans le nord-est des Yvelines, à 12 kilomètres environ au nord-ouest de Poissy et à 16 kilomètres au nord-ouest de Saint-Germain-en-Laye, chef-lieu d'arrondissement et à 23 kilomètres au nord-ouest de Versailles, préfecture du département et à 26 kilomètres de Paris.
Le territoire communal est relativement petit. Avec 285 hectares, il équivaut à un tiers de la moyenne yvelinoise.
Il est constitué de deux parties, à l'ouest un plateau en pente vers le nord-est s'étageant entre 170 et 70 mètres d'altitude, à l'est, le long de la Seine, une bande étroite, d'environ un kilomètre de large à 20-25 mètres d'altitude et entre les deux un talus assez abrupt et boisé.
Il englobe également une partie de l'île du Platais, accessible seulement par bateau.

### Hydrographie

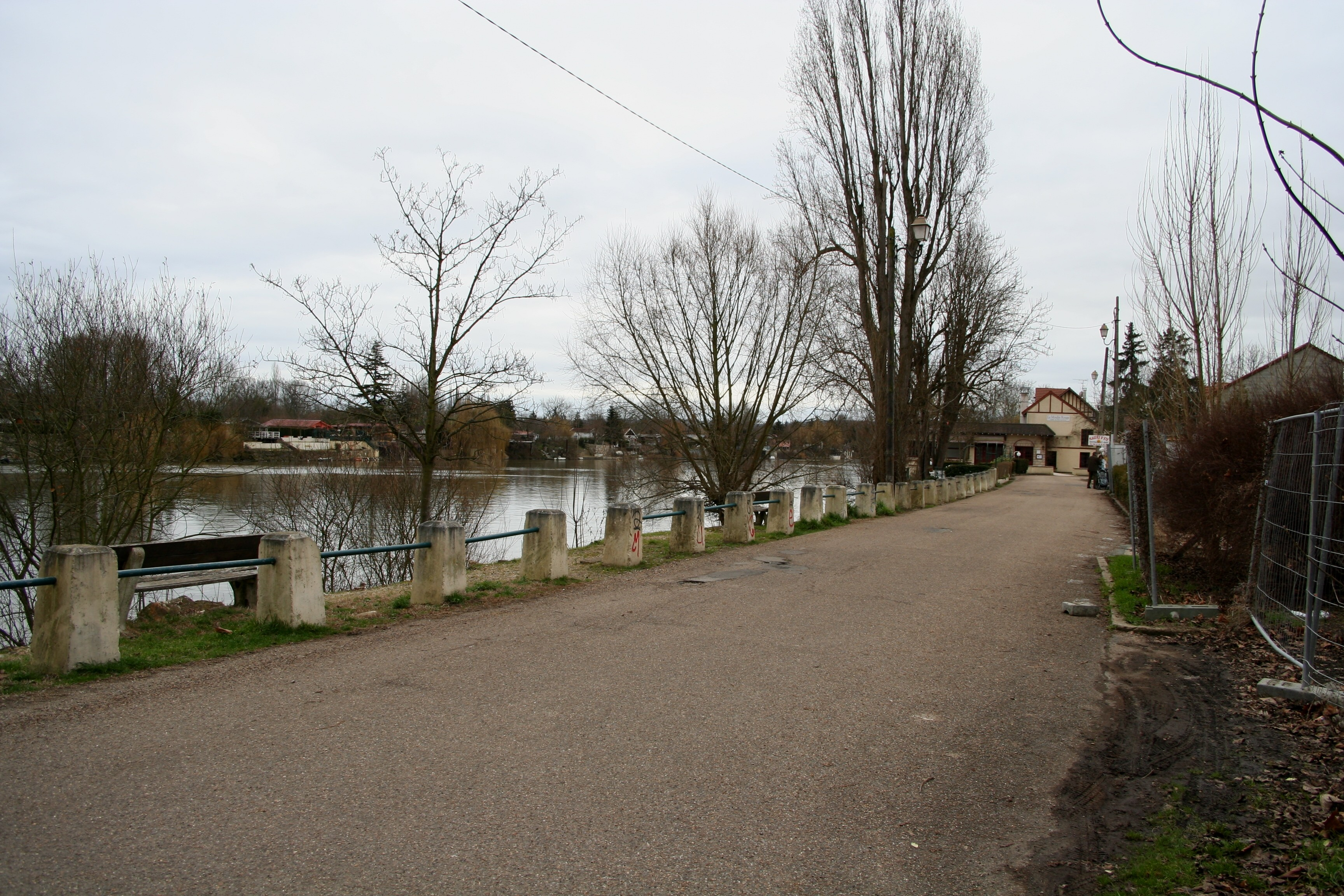
Les bords de Seine à Médan.

Médan est une commune riveraine du fleuve]  la Seine, située sur la rive gauche du fleuve.
En 2015, l'aménagement de la plage de Médan est souhaité par la municipalité pour séduire les touristes qui pourront également aller visiter la maison de l'écrivain Émile Zola.

### Communes limitrophes
| Vernouillet    |         | Triel-sur-Seine     |
|                | Médan   |                     |
| Morainvilliers | Orgeval | Villennes-sur-Seine |

### Transports et voies de communications

#### Réseau routier
Les communications sont assurées principalement par les routes départementales RD 164 et RD 154. La première dessert le centre du village qu'elle traverse dans le sens nord sud reliant le centre de Villennes-sur-Seine au sud et aboutissant à la RD 154, à l'entrée de Vernouillet au nord. La seconde, partiellement à 2 x 2 voies, contourne Médan par l'ouest. Elle donne accès vers le sud à la RD 113, au lieu-dit la Maison Blanche »dans la commune d'Orgeval, et se poursuit en direction des Mureaux vers le nord et de la rive droite de la Seine vers l'est grâce au pont de Triel-sur-Seine mis en service en 2003 entre Vernouillet et Triel-sur-Seine.

#### Desserte ferroviaire

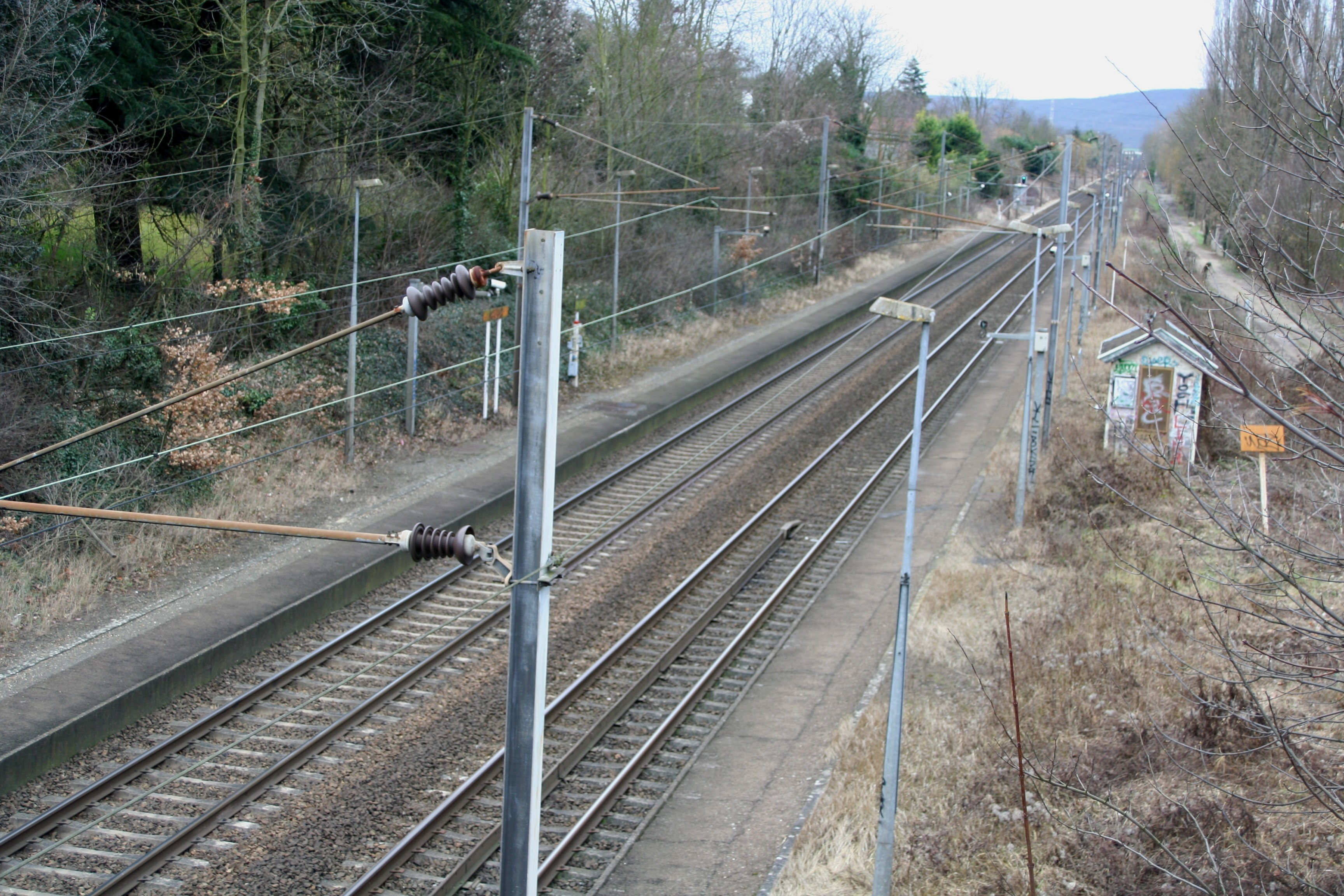
La voie ferrée au droit de l'ancienne halte de Médan.

Sur le plan ferroviaire, la commune est traversée par la ligne Paris-Le Havre, qui compte ici deux voies seulement, mais ne bénéficie plus des services de banlieue de la relation Paris-Saint-Lazare - Mantes-la-Jolie par Poissy car la halte à desserte périodique (Médan) n'est plus desservie.

#### Sentier de randonnée
Le sentier de grande randonnée GR 1 (tour de l'Île-de-France) traverse le bois des Bruyères dans l'ouest de la commune. Il relie Vernouillet au nord à Orgeval au sud.

### Climat
Pour des articles plus généraux, voir Climat de l'Île-de-France et Climat des Yvelines.
En 2010, le climat de la commune est de type climat océanique dégradé des plaines du Centre et du Nord, selon une étude du CNRS s'appuyant sur une série de données couvrant la période 1971-2000. En 2020, Météo-France publie une typologie des climats de la France métropolitaine dans laquelle la commune est exposée à un climat océanique et est dans la région climatique Sud-ouest du bassin Parisien, caractérisée par une faible pluviométrie, notamment au printemps (120 à 150 mm) et un hiver froid (3,5 °C).
Pour la période 1971-2000, la température annuelle moyenne est de 11,5 °C, avec une amplitude thermique annuelle de 14,8 °C. Le cumul annuel moyen de précipitations est de 637 mm, avec 10,7 jours de précipitations en janvier et 7,6 jours en juillet. Pour la période 1991-2020, la température moyenne annuelle observée sur la station météorologique la plus proche, située sur la commune de Maule à 11 km à vol d'oiseau, est de 11,8 °C et le cumul annuel moyen de précipitations est de 677,0 mm,. Pour l'avenir, les paramètres climatiques de la commune estimés pour 2050 selon différents scénarios d'émission de gaz à effet de serre sont consultables sur un site dédié publié par Météo-France en novembre 2022.

## Urbanisme

### Typologie
Au 1er janvier 2024, Médan est catégorisée ceinture urbaine, selon la nouvelle grille communale de densité à sept niveaux définie par l'Insee en 2022.
Elle appartient à l'unité urbaine de Paris, une agglomération inter-départementale regroupant 407  communes, dont elle est une commune de la banlieue,,. Par ailleurs la commune fait partie de l'aire d'attraction de Paris, dont elle est une commune de la couronne,. Cette aire regroupe 1 929 communes,.

### Occupation des solssimplifiée
Le territoire de la commune se compose en 2017 de 64,73 % d'espaces agricoles, forestiers et naturels, 12,49 % d'espaces ouverts artificialisés et 22,78 % d'espaces construits artificialisés.
Le territoire de la commune est majoritairement rural (65 %), l'urbanisation étant cantonnée surtout en bord de Seine.
L'espace rural comprend environ 40 % de bois qui se trouvent principalement dans le sud-ouest du territoire (bois des Bruyères, où se trouve le point culminant de la commune) et dans diverses parcelles dispersées. Le reste est consacré à l'agriculture et à l'élevage.
L'espace habité se compose d'un noyau ancien près de l'église et du château qui s'est développée dans la partie basse le long de la Seine entre la voie ferrée et la RD 164. Il s'est développé plus récemment dans la partie haute sur le rebord du plateau, ainsi qu'au lieu-dit les Renardières à la limite de Villennes-sur-Seine. Il comprend essentiellement des habitations individuelles.
Les zones d'activités ne représentent que 1,1 % du territoire (1 ha).

### Habitat et logement
En 2018, le nombre total de logements dans la commune était de 657, alors qu'il était de 686 en 2013 et de 683 en 2008.
Parmi ces logements, 82 % étaient des résidences principales, 12,4 % des résidences secondaires et 5,6 % des logements vacants. Ces logements étaient pour 82,8 % d'entre eux des maisons individuelles et pour 6,4 % des appartements.
Le tableau ci-dessous présente la typologie des logements à Médan en 2018 en comparaison avec celle des Yvelines et de la France entière. Une caractéristique marquante du parc de logements est ainsi une proportion de résidences secondaires et logements occasionnels (12,4 %) supérieure à celle du département (2,6 %) et à celle de la France entière (9,7 %). Concernant le statut d'occupation de ces logements, 85 % des habitants de la commune sont propriétaires de leur logement (86,7 % en 2013), contre 58,6 % pour les Yvelines et 57,5 pour la France entière.
| Typologie                                               | Médan | Yvelines | France entière |
| ------------------------------------------------------- | ----- | -------- | -------------- |
| Résidences principales (en %)                           | 82    | 91,1     | 82,1           |
| Résidences secondaires et logements occasionnels (en %) | 12,4  | 2,6      | 9,7            |
| Logements vacants (en %)                                | 5,6   | 6,3      | 8,2            |

## Toponymie
Le nom de la localité est attesté sous les formes Magedon au IXe siècle, Magedan, Meden en 1213 et Medan.
Venant du gaulois magos (plaine ou marché agricole) et duno (ville), signifiant probablement « marché fortifié ».
Le nom de Medan, avec -e-, ne plaisait pas à Émile Zola qui y acquit une maison en 1878. « Tant pis, on mettra un accent aigu qui passera dans l’histoire », déclara-t-il. Le succès du livre, intitulé Les Soirées de Médan, a en effet fait passer à la postérité la forme « Médan ».

## Histoire
Au IXe siècle Médan, qui était composé d'un manoir féodal, de 24 hospices, d'une église, d'un moulin, de cultures de prés et de vignes était un domaine possédé par l'abbaye de Saint-Germain-des-Prés. On dit que Charles le Chauve y fut baptisé.
L'église actuelle date du XVe siècle.
Au XVIe siècle, le château est fréquenté par Ronsard ainsi que du Bellay, de Baïf et les autres poètes de la Pléiade qui viennent y chasser y écrire des poèmes et épigrammes en hommage à leur mécène et hôte des lieux, Jean II Brinon.
Émile Zola y achète une maison en 1878 qui devient le lieu de réunion des naturalistes : les Soirées de Médan.

## Politique et administration

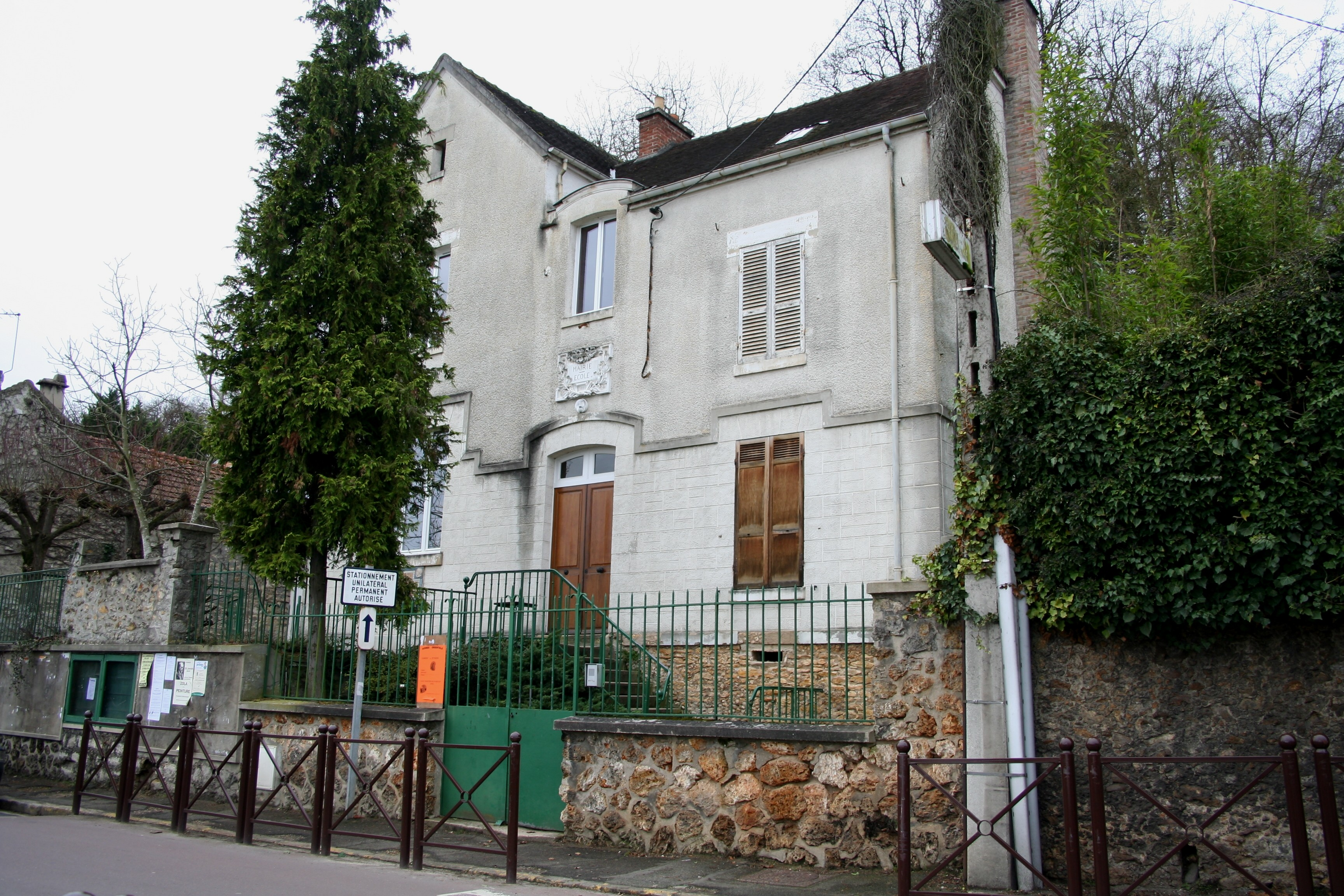
L'ancienne mairie-école.

### Rattachements administratifs et électoraux

#### Rattachements administratifs
Antérieurement à la loi du 10 juillet 1964, la commune faisait partie du département de Seine-et-Oise. La réorganisation de la région parisienne en 1964 fit que la commune appartient désormais au département des Yvelines et à son arrondissement de Saint-Germain-en-Laye après un transfert administratif effectif au 1er janvier 1968.
Elle faisait partie de 1793 à 1967 du canton de Poissy de Seine-et-Oise. Lors de la mise en place des Yvelines, la ville intègre le canton de Poissy-Nord . Dans le cadre du redécoupage cantonal de 2014 en France, cette circonscription administrative territoriale a disparu, et le canton n'est plus qu'une circonscription électorale.

#### Rattachements électoraux
Pour les élections départementales, la commune est membre depuis 2014 du canton de Verneuil-sur-Seine
Pour l'élection des députés, elle fait partie de la sixième circonscription des Yvelines.

### Intercommunalité
Médan était membre depuis 2011 de la communauté d'agglomération des Deux Rives de Seine, un établissement public de coopération intercommunale (EPCI) à fiscalité propre créé en 2006 et auquel la commune avait transféré un certain nombre de ses compétences, dans les conditions déterminées par le code général des collectivités territoriales.
La loi de modernisation de l'action publique territoriale et d'affirmation des métropoles (loi MAPAM)  imposant la création d'intercommunalités de taille importante en secponde couronne parisienne afin de pouvoir dialoguer avec la métropole du Grand Paris créée par cette même loi, cette intercommunalité a fusionné avec ses voisines pour former, le 1er janvier 2016, la communauté urbaine Grand Paris Seine et Oise dont est désormais membre la commune.

### Liste des maires
| Période                                  | Période                       | Identité          | Étiquette | Qualité                                                       |
| ---------------------------------------- | ----------------------------- | ----------------- | --------- | ------------------------------------------------------------- |
| Les données manquantes sont à compléter. |                               |                   |           |                                                               |
| mai 1925                                 |                               | M. Bouffard       |           |                                                               |
| Les données manquantes sont à compléter. |                               |                   |           |                                                               |
| 1947?                                    | avant 1962 (décès)            | Eugénie Hellstern |           | Industrielle Résistante et déportée                           |
| 1966                                     | juin 1995                     | Louis Bois        |           |                                                               |
| juin 1995                                | 1998                          | Christian Metz    |           | Décédé en fonction                                            |
| 1998                                     | 2014                          | Serge Goblet      | SE        | Informaticien, conseil aux entreprises                        |
| 2014                                     | En cours (au 12 octobre 2021) | Karine Kauffmann  |           | Formatrice dans l’hôtellerie Réélue pour le mandat 2020-2026, |

## Population et société

### Démographie

#### Évolution démographique
L'évolution du nombre d'habitants est connue à travers les recensements de la population effectués dans la commune depuis 1793. Pour les communes de moins de 10 000 habitants, une enquête de recensement portant sur toute la population est réalisée tous les cinq ans, les populations de référence des années intermédiaires étant quant à elles estimées par interpolation ou extrapolation. Pour la commune, le premier recensement exhaustif entrant dans le cadre du nouveau dispositif a été réalisé en 2007.

En 2022, la commune comptait 1 305 habitants, en évolution de −5,78 % par rapport à 2016 (Yvelines : +2,72 %, France hors Mayotte : +2,11 %).
| 1793 | 1800 | 1806 | 1821 | 1831 | 1836 | 1841 | 1846 | 1851 |
| ---- | ---- | ---- | ---- | ---- | ---- | ---- | ---- | ---- |
| 172  | 203  | 221  | 203  | 199  | 206  | 199  | 206  | 190  |

| 1856 | 1861 | 1866 | 1872 | 1876 | 1881 | 1886 | 1891 | 1896 |
| ---- | ---- | ---- | ---- | ---- | ---- | ---- | ---- | ---- |
| 196  | 199  | 190  | 177  | 191  | 198  | 231  | 252  | 260  |

| 1901 | 1906 | 1911 | 1921 | 1926 | 1931 | 1936 | 1946 | 1954 |
| ---- | ---- | ---- | ---- | ---- | ---- | ---- | ---- | ---- |
| 265  | 257  | 272  | 281  | 388  | 413  | 417  | 437  | 556  |

| 1962 | 1968 | 1975 | 1982  | 1990  | 1999  | 2006  | 2007  | 2012  |
| ---- | ---- | ---- | ----- | ----- | ----- | ----- | ----- | ----- |
| 540  | 596  | 968  | 1 068 | 1 387 | 1 393 | 1 475 | 1 487 | 1 417 |

| 2017  | 2022  | - | - | - | - | - | - | - |
| ----- | ----- | - | - | - | - | - | - | - |
| 1 375 | 1 305 | - | - | - | - | - | - | - |

#### Pyramide des âges
En 2018, le taux de personnes d'un âge inférieur à 30 ans s'élève à 31,8 %, soit en dessous de la moyenne départementale (38 %). À l'inverse, le taux de personnes d'âge supérieur à 60 ans est de 25,3 % la même année, alors qu'il est de 21,7 % au niveau départemental.
En 2018, la commune comptait 663 hommes pour 693 femmes, soit un taux de 51,11 % de femmes, légèrement inférieur au taux départemental (51,32 %).
Les pyramides des âges de la commune et du département s'établissent comme suit.
| Hommes | Classe d’âge | Femmes |
| ------ | ------------ | ------ |
| 0,9    | 90 ou +      | 1,0    |
| 6,0    | 75-89 ans    | 5,8    |
| 18,5   | 60-74 ans    | 18,3   |
| 27,6   | 45-59 ans    | 25,5   |
| 15,1   | 30-44 ans    | 17,5   |
| 14,5   | 15-29 ans    | 15,7   |
| 17,3   | 0-14 ans     | 16,1   |

| Hommes | Classe d’âge | Femmes |
| ------ | ------------ | ------ |
| 0,6    | 90 ou +      | 1,4    |
| 6      | 75-89 ans    | 7,8    |
| 13,5   | 60-74 ans    | 14,8   |
| 20,7   | 45-59 ans    | 20,1   |
| 19,6   | 30-44 ans    | 19,9   |
| 18,5   | 15-29 ans    | 16,8   |
| 21,2   | 0-14 ans     | 19,2   |

### Enseignement

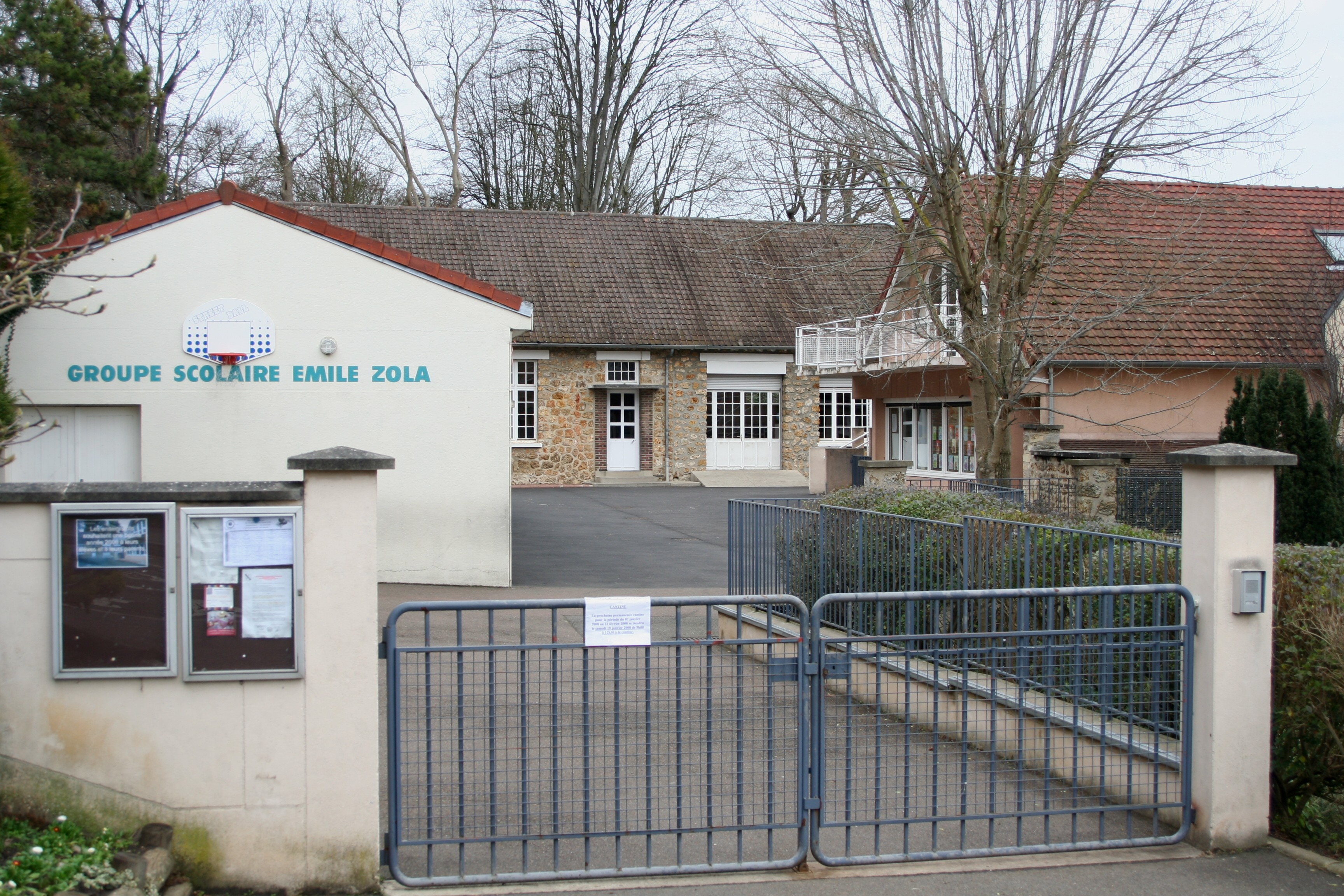
Le groupe scolaire Émile-Zola.

### Justice, sécurité, secours et défense
La commune a fait implanter un système de vidéosurveillance protégeant les entrées de la commune et ses points stratégiques.

## Culture locale et patrimoine

### Lieux et monuments
- Église Saint-Germain-de-Paris, Saint-Clair : édifice en pierre de taille construit en 1635 pour Jean Bourdin, seigneur de Médan[31]. Sa construction est attribuée à Claude Perrault, frère de l'écrivain[32].

Les armes du seigneur, encore visibles, ont été martelées lors de la Révolution française.
À l'intérieur de l'église se trouvent les fonts baptismaux de Médan sur lesquels ont été baptisés Charles V et Charles VI. Scellé sur le mur, une pierre gravée en caractères gothiques rappelle qu'ils proviennent de l'église Saint-Pol de Paris.
- Château de Médan : édifice remontant au XVe siècle, agrandi au XIXe siècle ; inscrit aux monuments historiques le 20 mai 1957[33].

Le poète Pierre de Ronsard y a séjourné au XVIe siècle, accueilli par le seigneur de l'époque, Jean Brinon.
Maurice Maeterlinck y réside de 1924 à 1938.
- La maison d'Émile Zola, située 26, rue Pasteur.

Acquise par l'écrivain en 1878, elle est agrandie de part et d'autre par deux tours surélevées, une tour carrée d'un côté en 1879, en haut de laquelle Zola avait son cabinet de travail, une tour hexagonale de l'autre en 1885. Elle est léguée à la mort de l'écrivain en 1902 à l'Assistance publique - Hôpitaux de Paris, qui l'a entre autres utilisée comme pouponnière pour les enfants convalescents .
Après une longue période de fermeture, la maison restaurée rouvre au public en octobre 2021 et comprend désormais un musée consacré au capitaine Dreyfus dirigé par Philippe Oriol,
- Lavoir du XIXe siècle, rue Pasteur, dans la cour de la mairie[36].

Vues de Médan
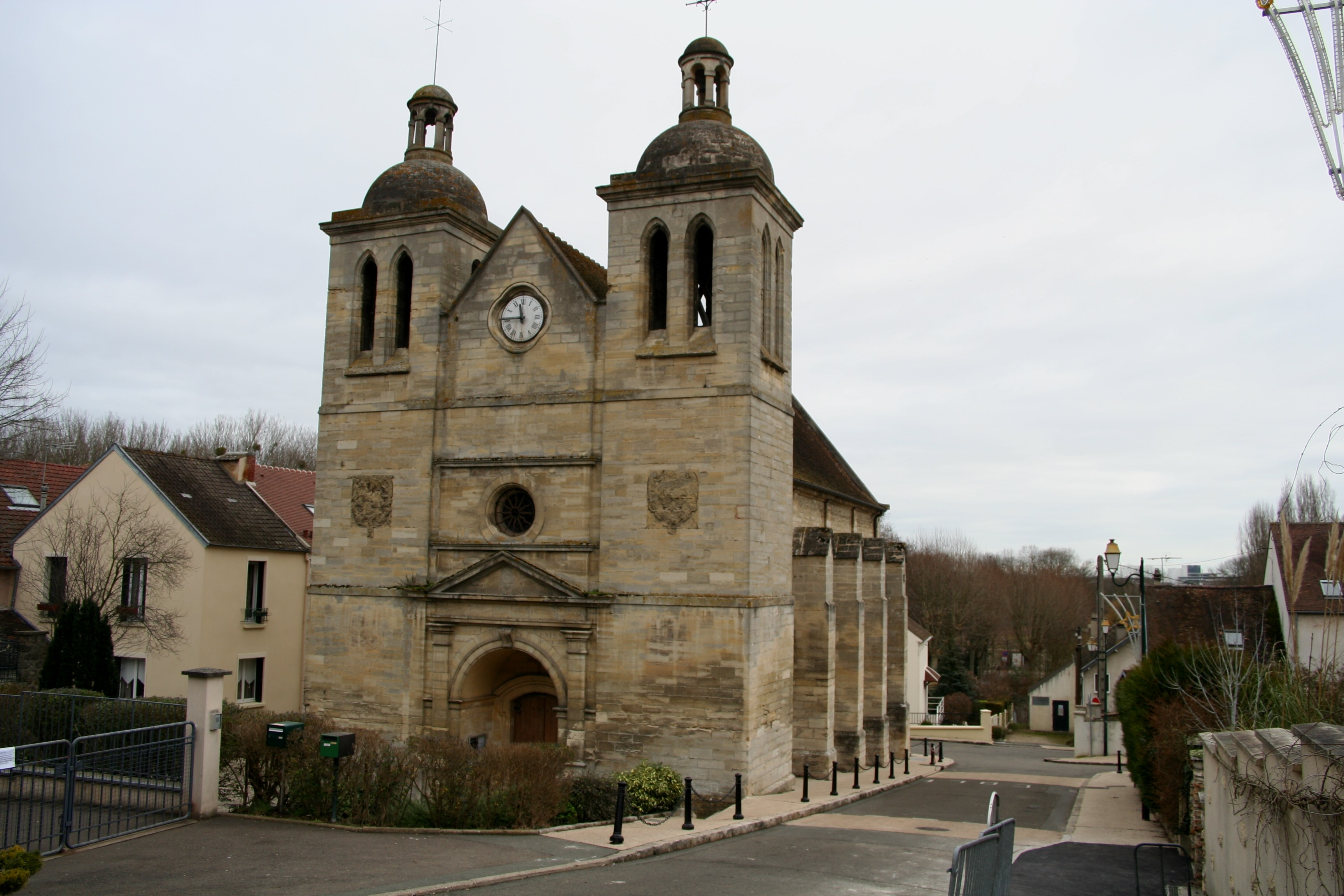
L'église.
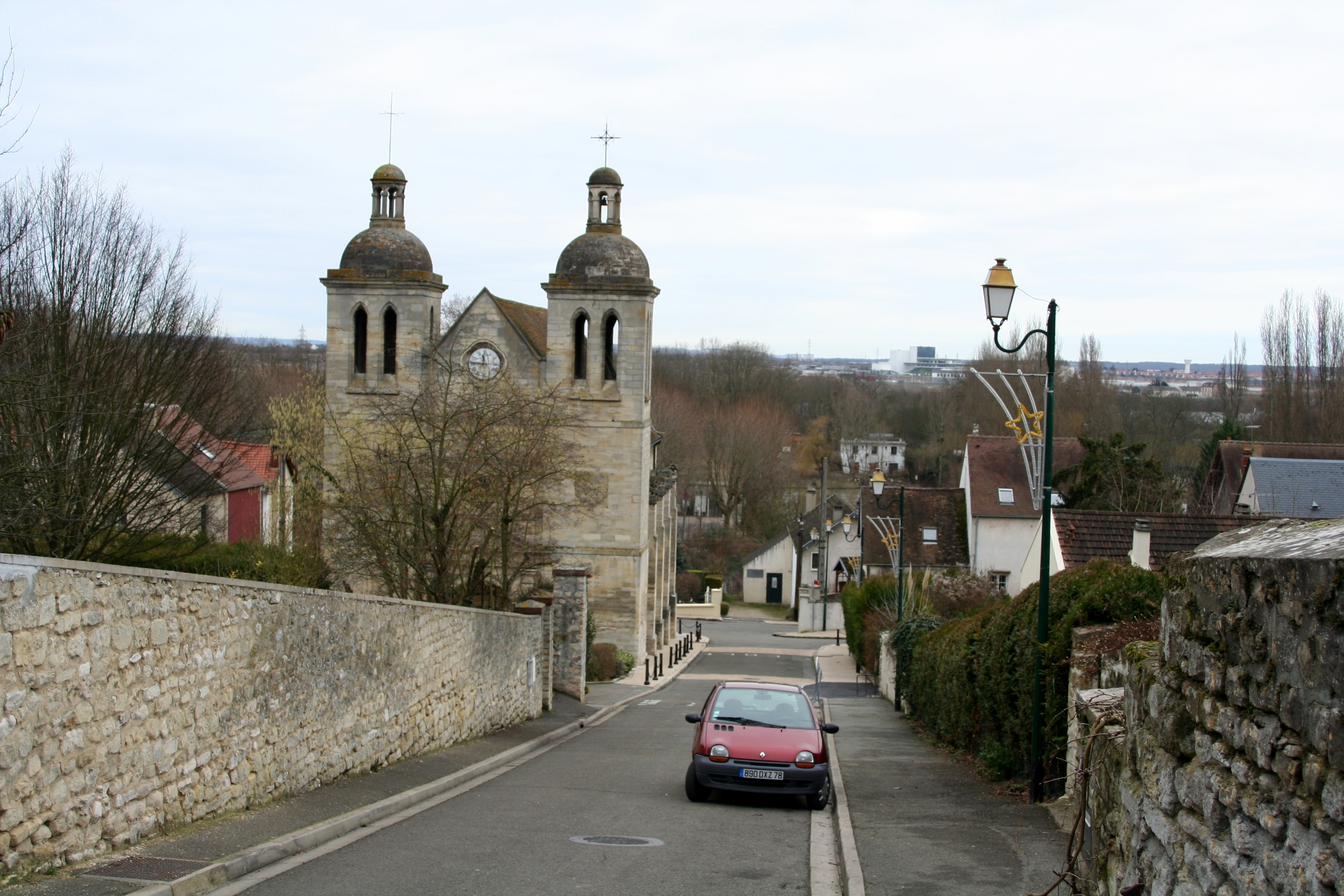
La rue Buquet et l'église.
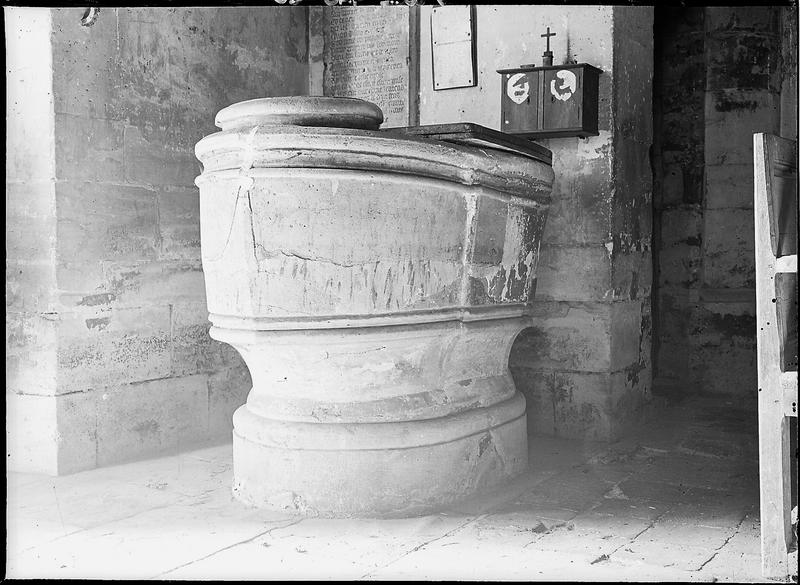
Les fonts baptismaux, vers 1920.
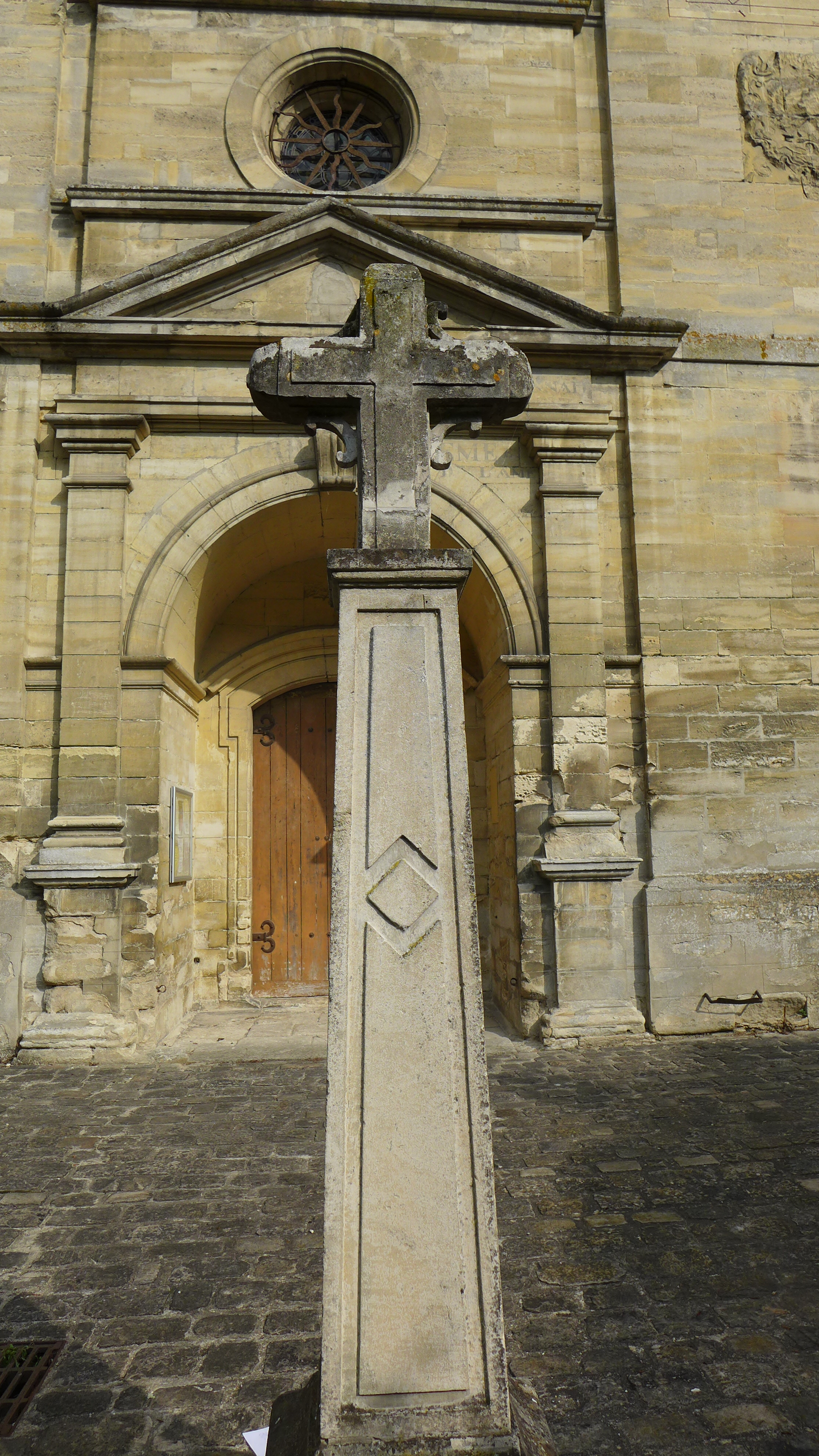
La Croix de Médan.
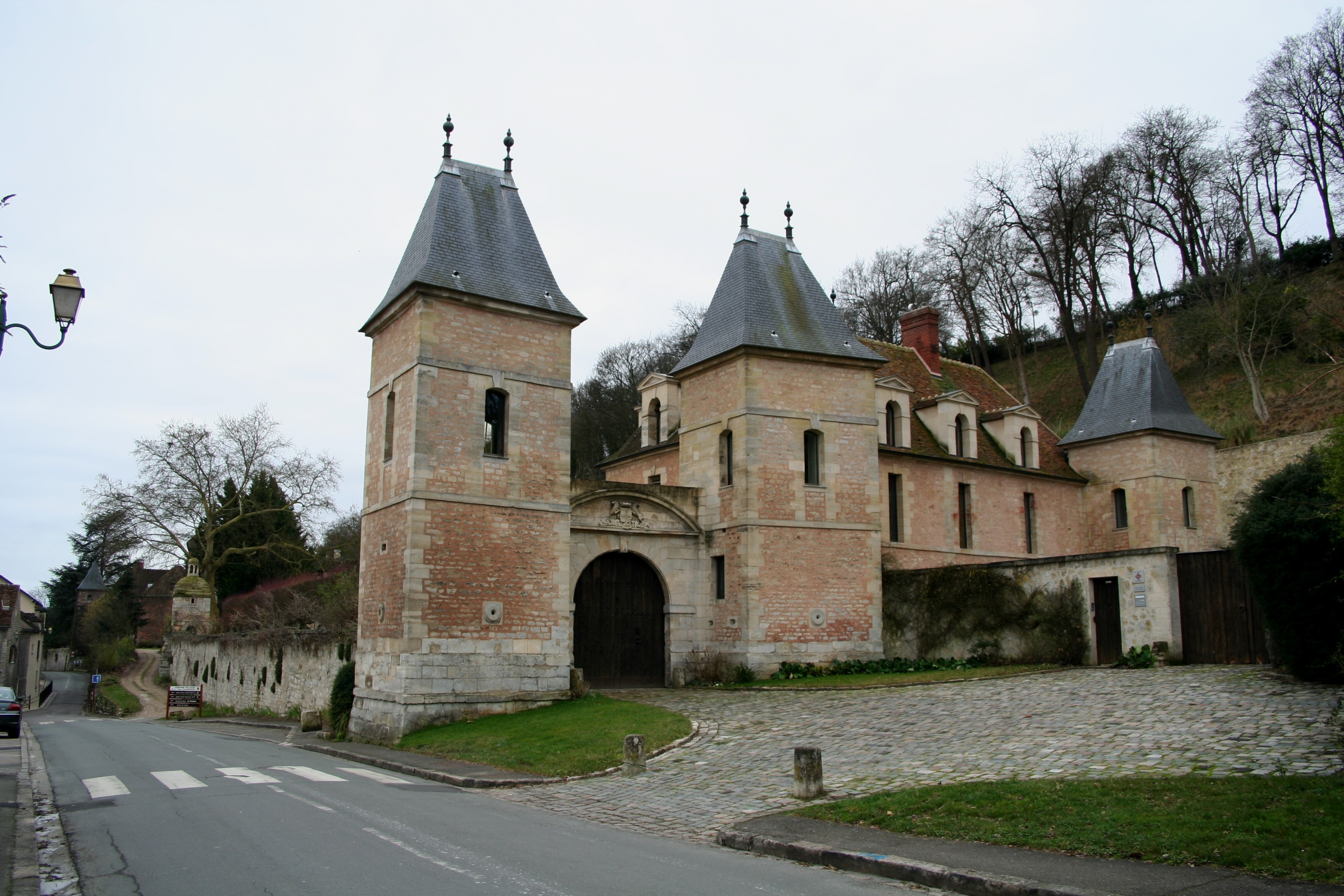
Le château.
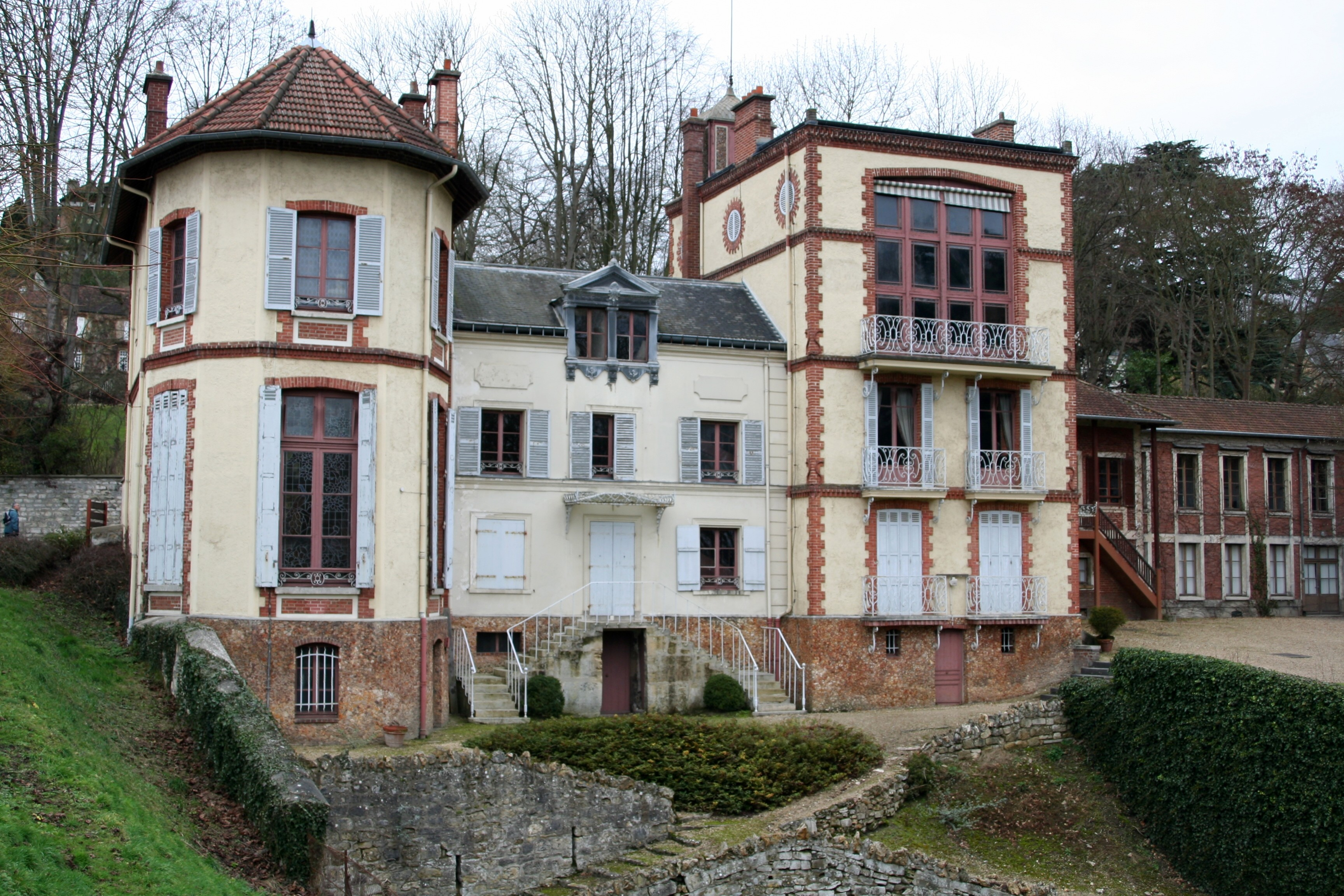
La maison d'Émile Zola.
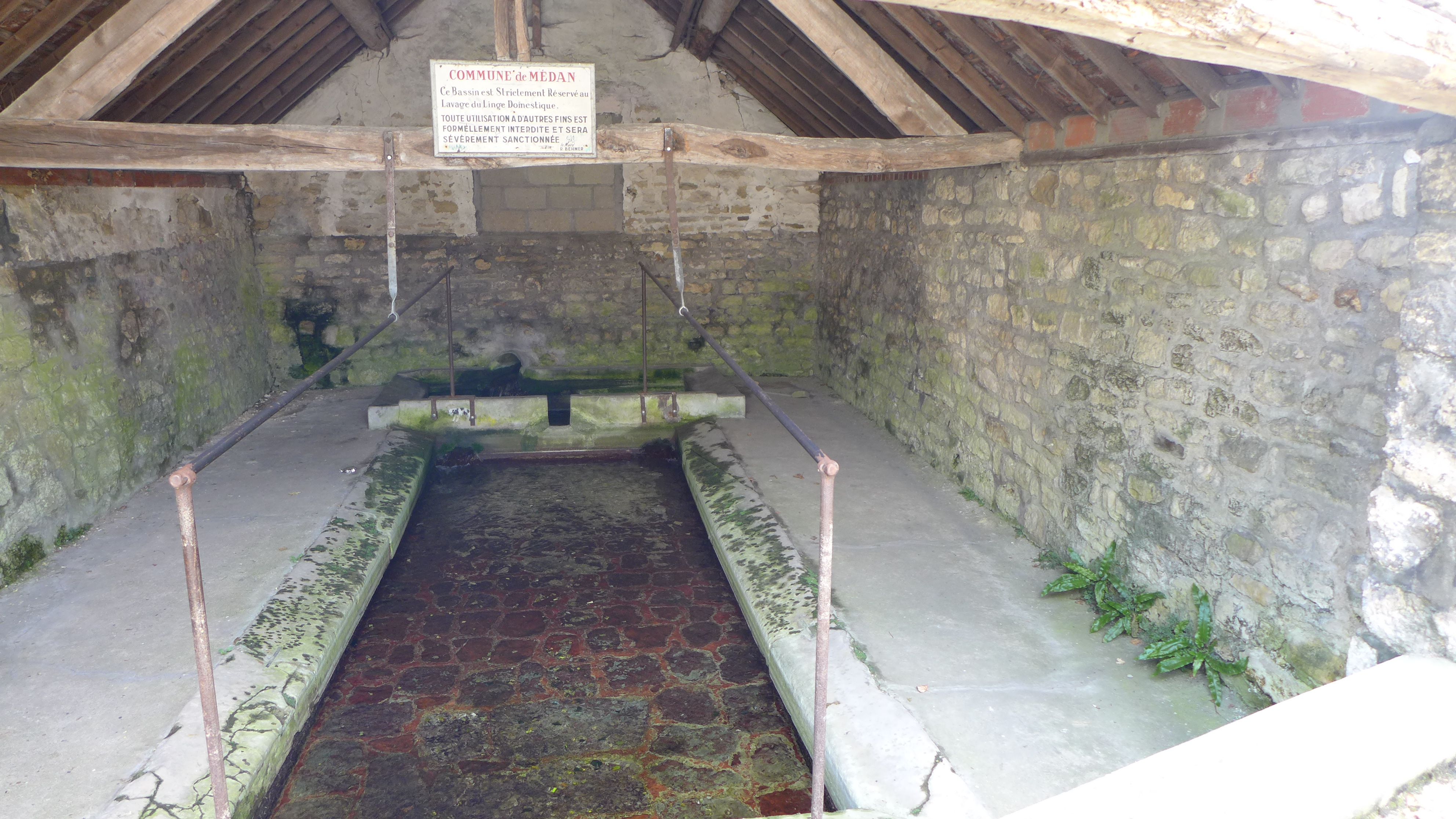
Le vieux lavoir.

### Personnalités liées à la commune

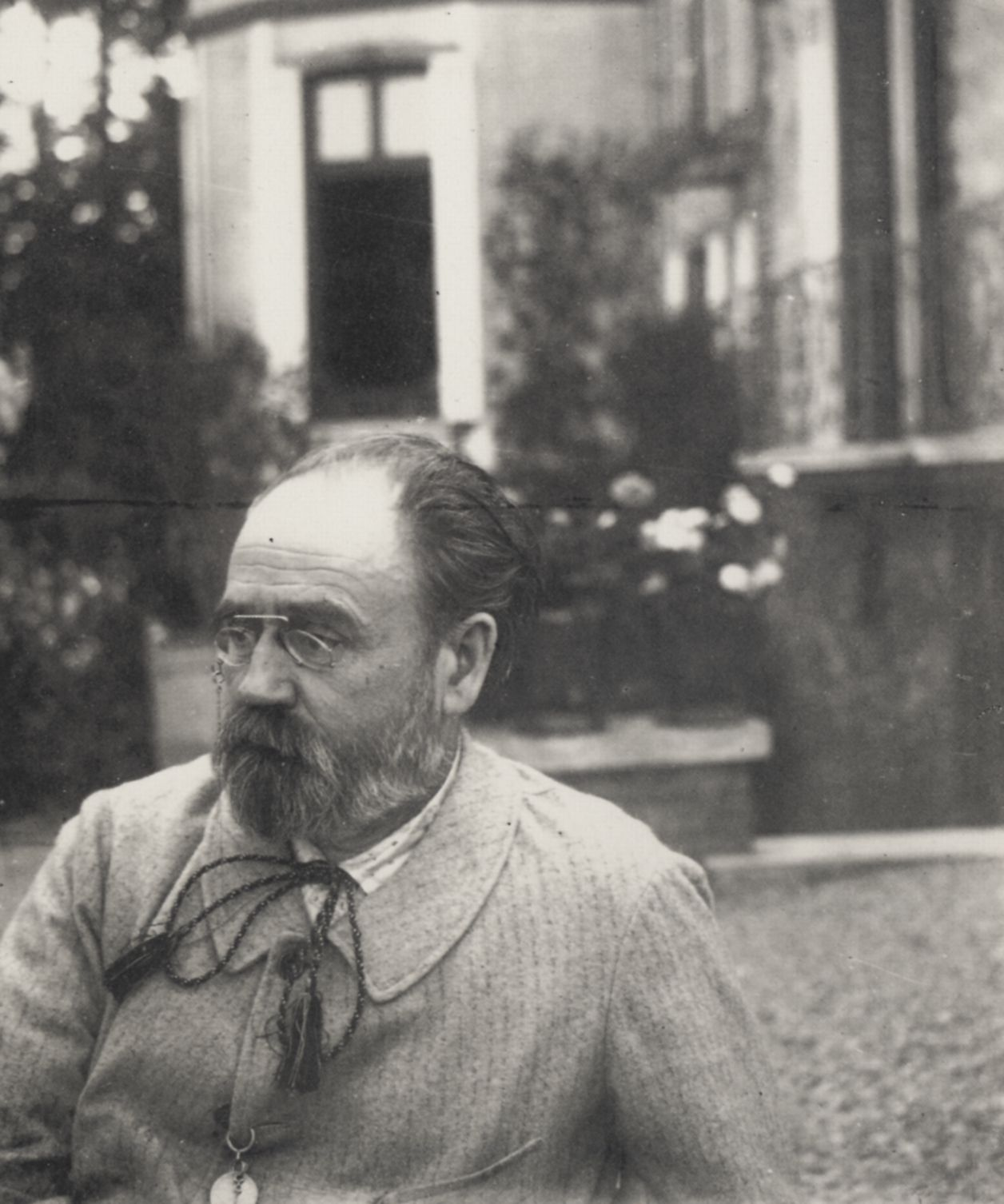
Emile Zola devant sa maison.

- Mireille Havet (1898-1932), écrivaine française, figure marquante des années folles, née à Médan.
- Maurice Maeterlinck (1862-1949), écrivain belge, prix Nobel de littérature 1911, résida au château de Médan de 1924 à 1938. Il y écrivit L'Araignée de verre[37].
- Guy de Maupassant y a résidé[38].
- Pierre de Ronsard (1524-1585), le « prince des poètes », a séjourné au château de Médan, ainsi que Du Bellay, de Baïf et les autres poètes de la Pléiade qui viennent y chasser et écrire des poèmes et des épigrammes en hommage à leur mécène et hôte des lieux, Jean Brinon seigneur de Médan[37].
- Pierre Gilbert de Voisins (1684-1769), marquis de Villennes, magistrat et administrateur, était châtelain de Médan.
- Émile Zola (1840-1902), écrivain naturaliste, résida à Médan dans une maison de campagne (achetée en 1878), jusqu'à la veille de sa mort en 1902.

Paul Cézanne, ami d'enfance de Zola, à Médan
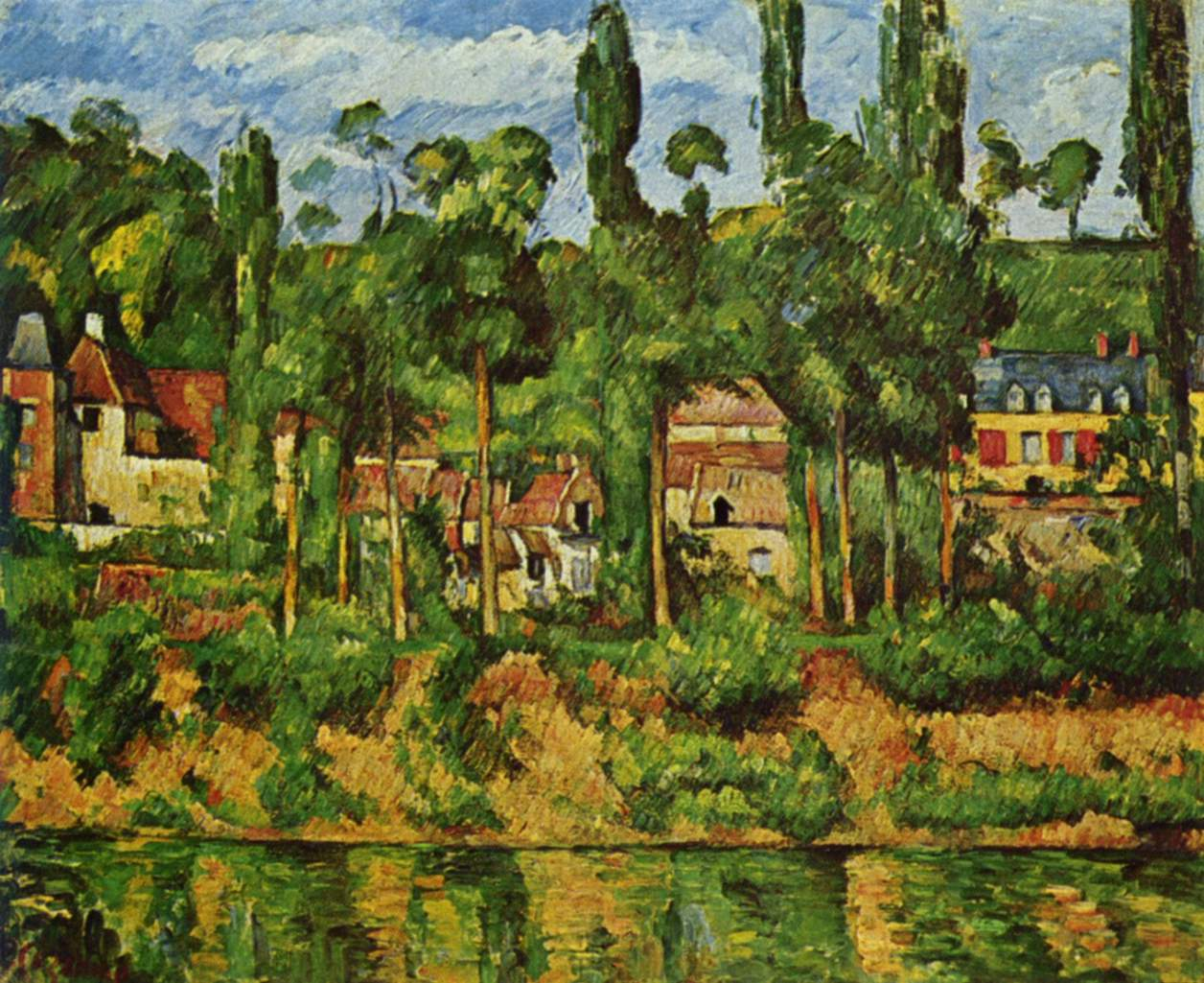
Le Château de Médan (vers 1879-1880). Collection Burrell, Glasgow.
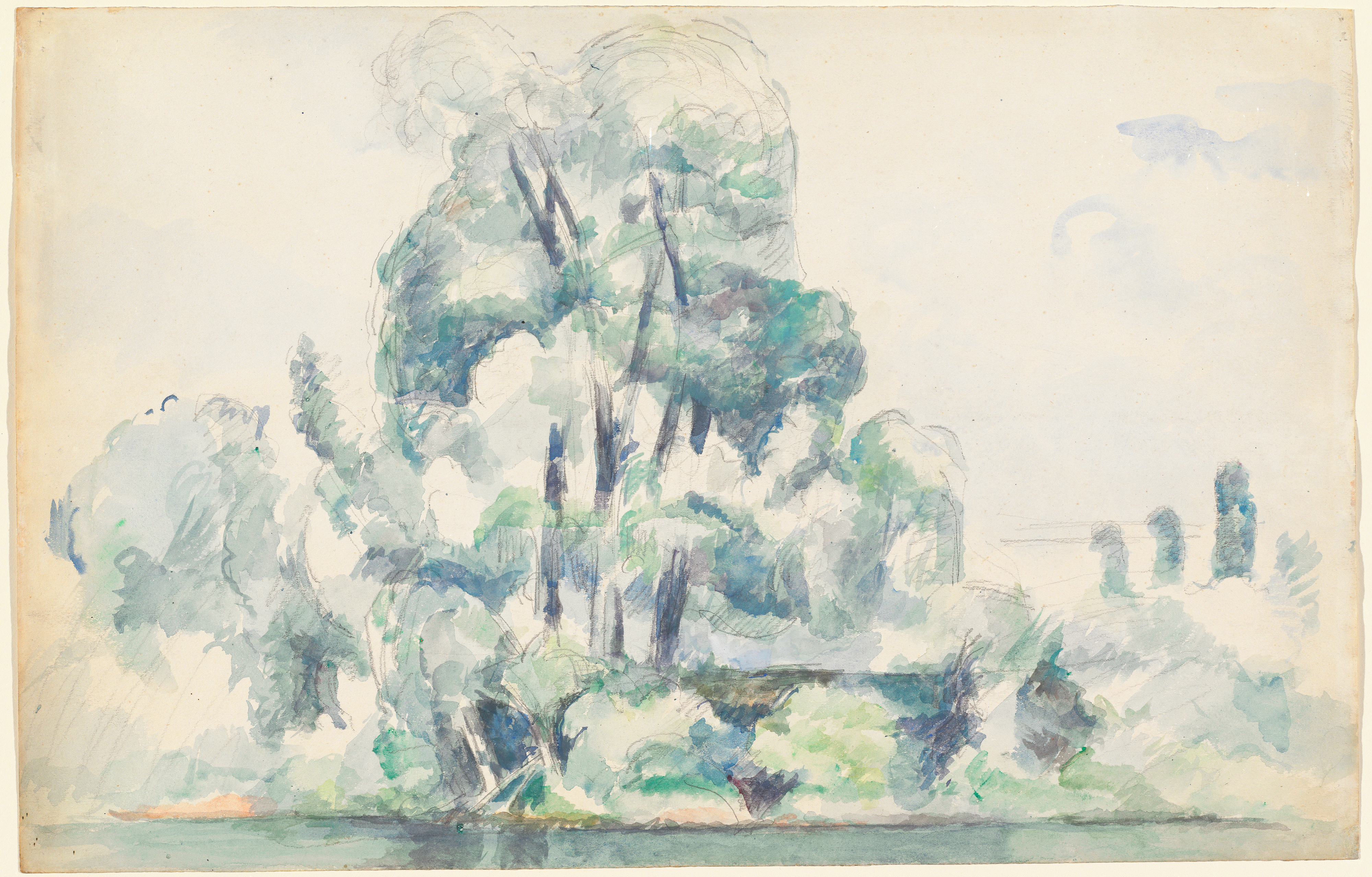
Les Berges de la Seine à Médan (1880-1885). Collections de la National Gallery of Art.

### Héraldique
| Blason de Médan (Yvelines) | Blason  | D'or à la bande d'azur accompagnée en chef d'une feuille de papier d'argent et d'une plume du même et de sable, et en pointe d'un château de deux tours d'argent couvert de sable |
| Blason de Médan (Yvelines) | Détails | La feuille de papier et la plume à écrire rappellent les écrivains de Médan, le château à deux tours symbolise le château de Médan.                                               |